# Quận Stanislaus, California
Quận Stanislaus (/ˈstænɪslɔːs/ or /ˈstænɪslɔː/) là một quận trong tiểu bang California, Hoa Kỳ. Quận nằm ở Thung lũng Trung tâm của tiểu bang California của Hoa Kỳ. Theo điều tra dân số năm 2010, dân số là 514.453 người. Quận lỵ là Modesto.
Quận Stanislaus bao gồm Khu vực thống kê đô thị Modesto. Quận nằm ngay phía đông của Vùng Vịnh San Francisco và phục vụ như một cộng đồng phòng ngủ cho những người làm việc ở phần phía Đông của Vùng Vịnh.